# Exposed (album de Kristinia DeBarge)
Pour les articles homonymes, voir Exposed.
Exposed est le premier album de la chanteuse américaine Kristinia DeBarge, sorti le 28 juillet 2009. En sont tirés les singles Goodbye, Sabotage, et Future Love.

## Liste des titres
| No  | Titre                                  | Durée |
| --- | -------------------------------------- | ----- |
| 1.  | Somebody                               |       |
| 2.  | Future Love                            |       |
| 3.  | Speak Up                               |       |
| 4.  | Goodbye                                |       |
| 5.  | Sabotage                               |       |
| 6.  | Died In Your Eyes                      |       |
| 7.  | Powerless                              |       |
| 8.  | Cried Me a River                       |       |
| 9.  | Doesn't Everybody Want to Fall In Love |       |
| 10. | It's Gotta Be Love                     |       |
| 11. | Disconnect                             |       |

## Classements
| Année | Classement                 | Meilleure position |
| ----- | -------------------------- | ------------------ |
| 2009  | États-Unis (Billboard 200) | 23                 |